# Osama Al-Khurafi
Osama Al-Khurafi (født 23. april 1963) er en kuwaitisk fægter som deltog i de olympiske lege 1980 og 1984 i den individuelle og i holdkonkurrencen i kårde for mænd.